# Alcide Legrand
Alcide Legrand (ur. 17 lutego 1962 w Bergerac) – francuski zapaśnik w stylu wolnym. Olimpijczyk z Barcelony 1992, gdzie zajął jedenaste miejsce w kategorii 82 kg. Brązowy medalista mistrzostw świata w 1989; szósty w 1986 i 1991. Piąty w mistrzostwach Europy w 1990. Srebro na igrzyskach śródziemnomorskich w 1991 i 1993. Brąz na mistrzostwach świata juniorów w 1980 roku.